# Miyaura-Borylierung
Die Miyaura-Borylierung, auch Suzuki-Miyaura-Borylierung genannt, ist eine Namensreaktion in der organischen Chemie. Die Reaktion ist nach dem japanischen Chemiker Norio Miyaura benannt, der 1995 erstmals über die Reaktion publizierte.

## Übersichtsreaktion
Die Miyaura-Borylierung ist eine Kreuzkupplungsreaktion, bei der ein Organoboronsäurepinakolester aus einem Aryl- oder Alkenylhalogenid und Bis-(pinakolato)-diboran – kurz B2pin2 – dargestellt wird. Bei dem Rest R handelt es sich jeweils um einen Organylrest. Bei X handelt es sich um Cl, Br oder I. Als Katalysator wird oftmals (dppf)PdCl2  verwendet. Als Base finden Kaliumacetat und Kalium-2-ethylhexanoat Verwendung.

## Reaktionsmechanismus
Nachfolgend wird ein vereinfachter Reaktionsmechanismus zur Miyaura-Borylierung gezeigt:
Durch die oxidative Addition (Schritt A) des Arylhalogenids 1 an den Paladium(0)-Katalysator  bildet sich ein Paladium(II)-Komplex. Durch Transmetallierung (Schritt B) mit Bis-(pinakolato)-diboran (2) entsteht ein zweiter Komplex, aus dem wiederum durch reduktive Eliminierung (Schritt C) das Produkt 3 hervorgeht, wobei der Katalysator zurückgewonnen wird.